# Bombardementen op Frankfurt am Main

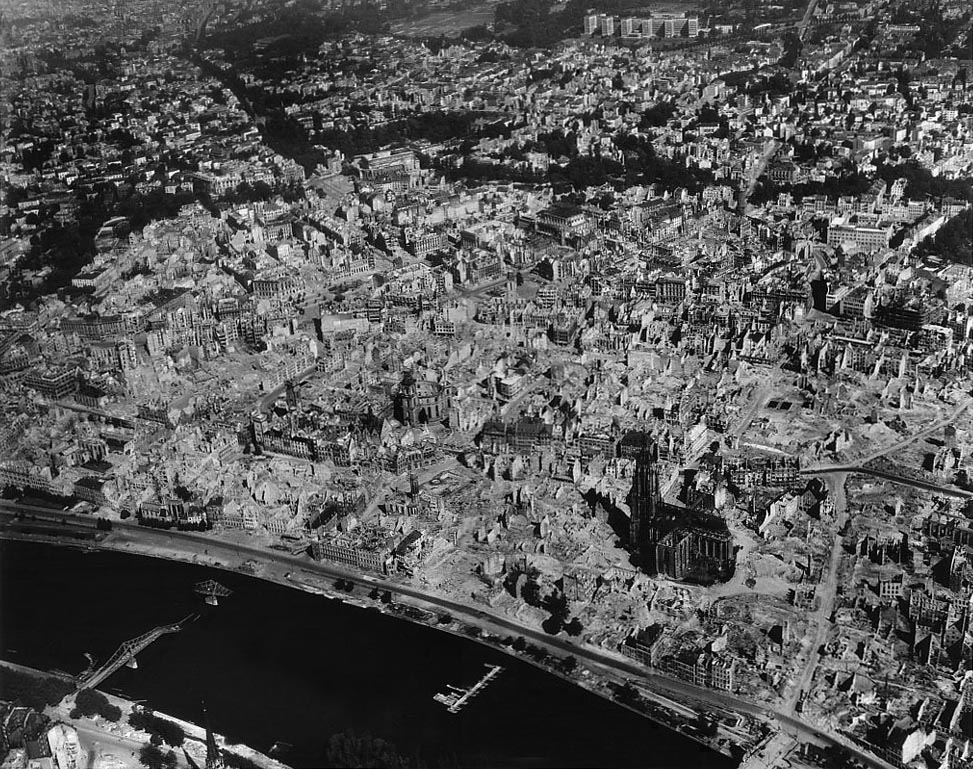
Verwoeste Altstadt na de bombardementen

De geallieerde bombardementen op Frankfurt am Main vonden plaats tussen juni 1940 en maart 1945 en werden uitgevoerd door de Royal Air Force (RAF) en de  United States Army Air Forces (USAAF). Tijdens de aanvallen in 1943 en 1944 vielen 5500 doden. Nagenoeg de volledige middeleeuwse oude stad werd verwoest. 

## Eerste aanvallen
Op 4 juni 1940 werd de stad voor het eerst gebombardeerd. Een half dozijn vliegtuigen dropten 40 bommen, die op woonhuizen vielen en waarbij zeven doden en tien gewonden vielen. Tot aan het einde van het jaar volgden nog twaalf soortgelijke bombardementen. Door de luchtoorlog om Engeland bleef de stad tot mei 1941 van verdere bombardementen gespaard. Deze tijd werd gebruikt om 38 bunkers te bouwen in de stad. Vanaf mei begonnen de bombardementen weer en deze keer telkens met vijftien tot twintig vliegtuigen en er werden nu ook zwaardere brandbommen gebruikt. De schade bleef echter redelijk beperkt. Een zwaardere aanval gebeurde in de nacht van 12 op 13 september toen meer dan 50 vliegtuigen vele bommen gooiden. Er vielen acht doden en meer dan 200 mensen werden dakloos. 
In 1942 vonden zes bombardementen plaats. Deze veroorzaakten relatief weinig schade in vergelijking met steden als Lübeck, Rostock en Keulen, die nagenoeg verwoest werden. 

## Zwaardere bombardementen

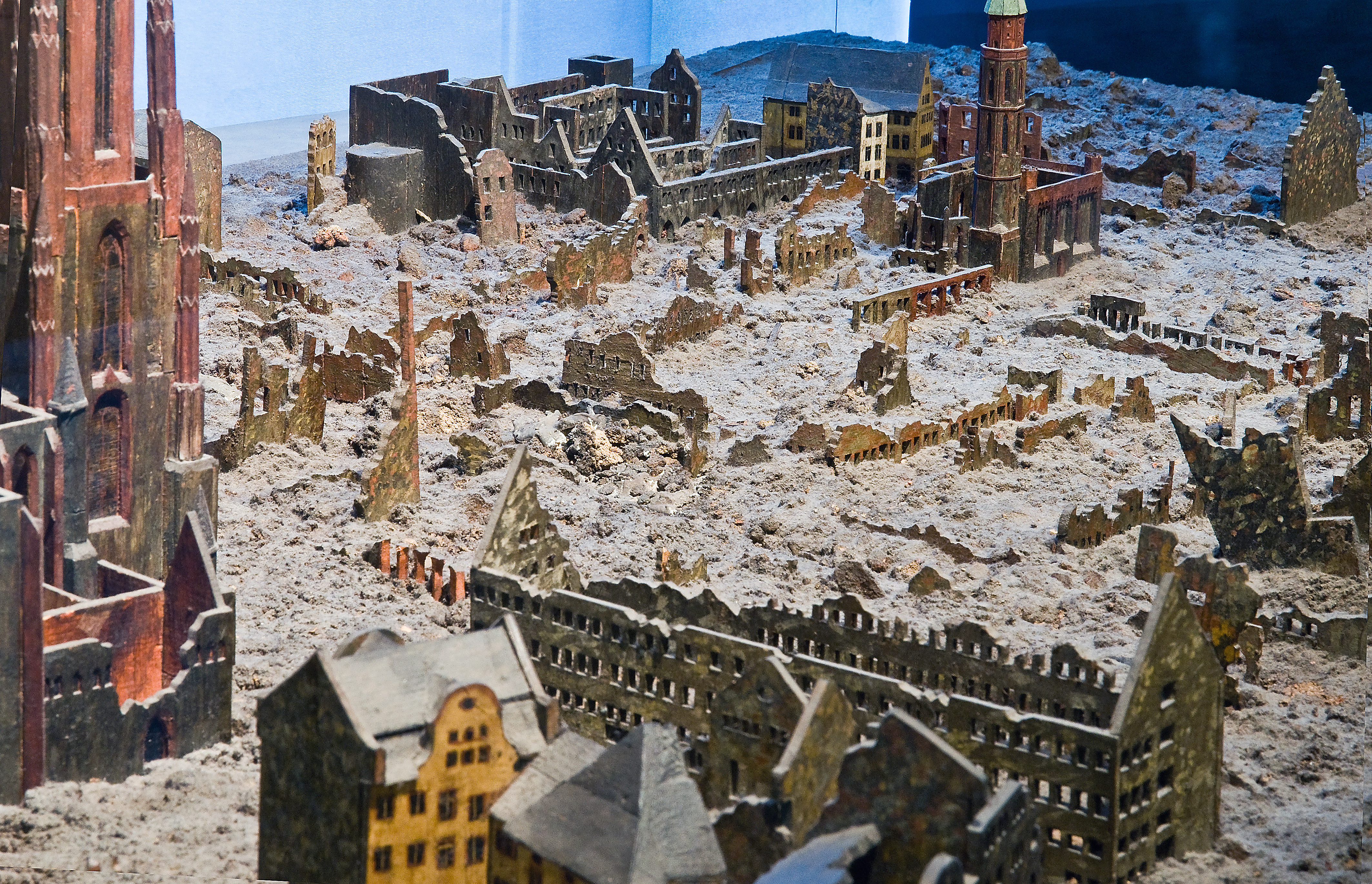
Maquette van de na de Tweede Wereldoorlog grotendeels verwoeste Altstadt

Eind 1942 streed de Duitse Wehrmacht voor het eerst met de Amerikanen in Noord-Afrika en begin 1943 verloren de Duitsers de Slag om Stalingrad. Kort daarna kwamen de Britten en Amerikanen overeen om samen strategisch Duitse steden aan te vallen. De eerste aanval van 1943 was op 11 april. Het eerste zware bombardement volgde op 4 oktober 1943. Er werd een combinatie van spring- en brandbommen gebruikt met als doel een vuurstorm te ontketenen, dit hadden de Britten voor het eerst toegepast in Hamburg bij Operation Gomorrha. Aangezien de oude binnenstad veel houten huizen bevatte was dit een makkelijk doel voor de bommen. Na 4.000 springbommen en meer dan 100 luchtmijnen waren de meeste daken van de huizen al kapot. Hierop werden 250.000 brandbommen gedropt wat al snel leidde tot een vuurzee in de binnenstad. Er namen 500 Britse vliegtuigen deel aan de twee uur durende aanval. 529 mensen kwamen hierbij om en een veelvoud hiervan werd gewond. Een bom op een kinderziekenhuis zorgde voor de dood van 90 kinderen en 16 verplegers. Het merendeel van de kerken in de stad bleef van de brand gespaard, behalve de Liebfrauenkirche.